# 공차 (기업)
공차(Gong Cha)는 대만 가오슝에서 2006년 설립된 밀크티 브랜드이다. 2010년대 초반 일어난 버블티의 펄이 들어간 밀크티 선풍을 타고 김여진 마틴 베리 부부가 2012년 한국으로 들여와 홍대점을 시작 프랜차이즈로 대한민국에 개점 성장한 중화민국 밀크티 브랜드 중 최다 매장을 보유하고 있다. 2017년 1월에 공차코리아가 본사를 인수하였다.

## 역사

### 설립 초기
공차 코리아는 김여진(金汝貞)에 의해 설립되었다. 당시 평범한 주부였으며 영국인 남편인 '마틴 에드워드 베리'(Martin Edward Berry)을 따라 싱가포르에 거주하다가 싱가포르 지점 '공차'에서 확신을 얻어 직접 대만 본사를 찾아갔다. 집을 담보 대출 받아, 한국 판권을 획득했다. 2012년 공차 코리아를 설립하여 대만 현지에서 공차 운영을 배워 2년 만에 전국 240개 매장을 보유한 프랜차이즈 회사로 키워냈다. 2014년 10월, 사모펀드(PEP) 유니스 캐피탈에 공차코리아 지분 65%를 340억에 매각한다. 이 당시 김여진 대표는 32세였다. 이후 체육 관련 스타트업에 종사하여 400평 규모의 '바운드 트램펄린 파크'를 만든다. 반포, 잠실, 구로에 지점을 열고 이어서 대구 신세계 백화점에도 입점하는 확장성을 보여줬던 이 사업은 주식회사 아이에스동서에 235억에 매각하는 성과를 보였다.
공차 지분 23.1%는 공차를 수입한 김여진 전 공차코리아 대표의 남편 에드워드 배리가 보유하고 있는 것으로 알려졌다.

### 개점
2011년에 한국 법인을 설립하고 2012년에 1호점을 홍대에 오픈한다. 3개월 후인 7월에 신촌점에 입점하게 된다. 2013년 4월에 가맹점 1호를 성신여대에 오픈하고, 6개월 후에는 100호점이 입점한다. 2014년에는 연세대학교 세브란스 병원 소아환우에 기부금을 전달하고, 다음달 5월에는 "어린이에게 새생명을"기부금을 전달한다.
6월에 200호점을 돌파하여 12월에는 현대백화점 전점에 입점한다. 2015년 3월에는 고용창출 100대 우수기업에 선정되고 4월에 300호점을 오픈한다. 2018년 9월부터 일본에 진출을 시작한다. (1호점 하라주쿠 오모테산도점) 2016년 3월에 매경 '100대 프랜차이즈'에 선정되고 4~5월에 일본 지점을 추가로 오픈한다. 7월엔 드라마 '함부로 애틋하게'에 공식 협찬사로 지정되고 10월부터 공차의 모델로 '이종석'을 기용한다. 2017년 3월에는 매경 '100대 프랜차이즈'에 2년 연속 선정되는 성과를 올린다.

### 매출
공차의 매출액은 2016년 기준 764억 원이다. 전년 동기 대비 영업이익은 140억 원 수준인데 전년 동기 대비 75% 늘고, EBITDA는 170억 원으로 65% 증가했다. 공차는 2016년 매출액 기준 일본시장에서 224%, 베트남시장에서 378%, 미국 뉴욕시장에서 121%로 대폭 성장했다.
- 매출액	80,593,216,087	69,271,629,787
- 매출원가	52,638,514,212	49,972,632,114
- 매출총이익	27,954,701,875	19,298,997,673
- 판매비와관리비(주20)	17,815,285,625	14,900,258,176.[6]

## 브랜드 특징
공차의 브랜드 이름은 바칠 공(貢), 차 차(茶)로 중국 황실에서만 맛 볼 수 있었던 고급 차를 바친다는 의미를 지니고 있다. 브라운은 펄, 레드는 Tea의 레드 색상을 의미한다.
공차 코리아가 공차의 글로벌 본사이지만 공차의 정체성은 타이완 문화와 관련이 있다. 유니슨캐피탈이 일본계 PEF이므로 공차 코리아 또한 실질적으로 일본계로 봐야한다는 의견이 있으나, RTT를 인수하는 데 들어간 자금은 100% 한국 자본이고 운용 인력도 모두 한국인이며 창업주가 재일교포라는 이유로 유니슨캐피탈을 일본계로 보는 것은 맞지 않다.
2019년 유니슨캐피탈의 지분을 사모펀드  TA어소시에이츠가 인수했다.

## 제품
다음과 같은 제품이 제공된다.

### 오리지널 티(Hot & Iced)
쟈스민 그린티, 우롱티, 블랙티, 얼그레이티

### 공차 스페셜(차와 밀크폼의 조합)(Hot & Iced)
밀크폼 그린티, 밀크폼 우롱티, 밀크폼 블랙티, 밀크폼 얼그레이티, 밀크폼 윈터멜론티

### 밀크티(Hot & Iced)
그린 밀크티, 우롱 밀크티, 블랙 밀크티, 얼그레이 밀크티, 윈터멜론 밀크티, 타로 밀크티, 카라멜 밀크티(단종), 초콜렛 밀크티, 차이 밀크티

### 그린티(Iced Only)
자몽, 애플(단종), 망고(단종), 청포도, 레몬(단종)

### 후르츠티
허니 레몬티(단종), 허니 자몽티(단종)

### 스무디
망고 스무디, 레몬 요구르트 스무디, 초코 쿠앤크 스무디, 밀크 쿠앤크 스무디, 딸기쿠키스무디, 청포도스무디, 제주 그린티 스무디,  타로 스무디, 딸기요구르트 크러쉬, 리얼 망고 요거트 크러쉬, 블랙 밀크티 크러쉬, 커피 밀크티 크러쉬(단종), 치즈폼 딥초코스무디, 민트 쿠키 스무디, 피스타치오 망고 스무디 등

### 커피
더블 그린 카페라떼, 아메리카노, 얼그레이 아메리카노, 밀크폼 아메리카노, 카페라떼, 카라멜 카페라떼(단종), 더블 화이트 카페라떼(단종), 딥모카 카페라떼, 딥바닐라 카페라떼.

## 주문 방식
티 메뉴의 선택과 토핑 선택, 당도와 얼음량의 조절을 통해 주문할 수 있으며, 토핑은 밀크폼(Milk Foam), 펄(타피오카 펄)(Pear), 코코넛 (Coconut), 알로에(Aloe), 화이트펄(White Pearl)이 제공되며 이 중 3개를 선택할 수 있다.

## 매장 지역별 점포수
2024년 현재 기준으로 삼는다.
| 광역 자치      | 기초 자치 점포수 | 총계    |
| -------------- | --- | ------- |
| 서울특별시     | 종로구(13), 중구(3), 용산구(5), 성동구(6), 광진구(8), 동대문구(6), 중랑구(4), 성북구(8), 강북구(4), 도봉구(2), 노원구(6), 은평구(4), 서대문구(8), 마포구(6), 양천구(5), 강서구(13), 구로구(6), 금천구(4), 영등포구(13), 동작구(5), 관악구(6), 서초구(5), 강남구(19), 송파구(17), 강동구(7)                                     | 183개점 |
| 부산광역시     | 중구(3), 동구(2), 서구(4), 영도구(1), 부산진구(7), 동래구(2), 남구(2), 북구(2), 해운대구(9), 사하구(2), 금정구(3), 강서구(3), 연제구(3), 수영구(2), 사상구(1), 기장군(4) | 50개점  |
| 대구광역시     | 중구(3), 동구(8), 서구(2), 남구(2), 북구(7), 수성구(10), 달서구(11), 달성군(4) | 47개점  |
| 인천광역시     | 중구(6), 미추홀구(4), 연수구(10), 남동구(8), 부평구(7), 계양구(4), 서구(11) | 40개점  |
| 광주광역시     | 동구(5), 서구(10), 남구(4), 북구(11), 광산구(5) | 35개점  |
| 대전광역시     | 동구(5), 중구(4), 서구(10), 유성구(8), 대덕구(1) | 28개점  |
| 울산광역시     | 중구(3), 남구(9), 동구(4), 북구(3), 울주군(3) | 22개점  |
| 세종특별자치시 | 세종특별자치시(9) | 9개점   |
| 경기도         | 수원시(26), 성남시(20), 의정부시(8), 안양시(7), 부천시(8), 광명시(6), 평택시(12), 동두천시(1), 안산시(6), 고양시(20), 과천시(1), 구리시(4), 남양주시(7), 오산시(1), 시흥시(7), 군포시(3), 의왕시(2), 하남시(7), 용인시(17), 파주시(9), 이천시(2), 안성시(5), 김포시(7), 화성시(17), 광주시(3), 양주시(2), 포천시(3), 여주시(2) | 213개점 |
| 강원특별자치도 | 춘천시(3), 원주시(7), 강릉시(4), 동해시(1), 태백시(1), 속초시(2), 삼척시(1), 홍천군(1), 양구군(1), | 21개점  |
| 충청북도       | 청주시(18), 충주시(4), 제천시(1), 보은군(1), 진천군(1), 괴산군(1), 음성군(2) | 28개점  |
| 충청남도       | 천안시(21), 공주시(4), 보령시(1), 아산시(8), 서산시(6), 논산시(1), 계룡시(1), 당진시(4), 금산군(1), 부여군(1), 홍성군(2), 예산군(1), 태안군(1) | 52개점  |
| 전북특별자치도 | 전주시(16), 군산시(4), 익산시(7), 정읍시(2), 남원시(1), 김제시(1), 완주군(1), 부안군(1) | 33개점  |
| 전라남도       | 목포시(3), 여수시(4), 순천시(6), 나주시(3), 광양시(3), 화순군(1), 장흥군(1), 해남군(1), 무안군(2), 영광군(1) | 25개점  |
| 경상북도       | 포항시(5), 경주시(1), 김천시(2), 안동시(2), 구미시(8), 영주시(1), 영천시(1), 상주시(1), 문경시(1), 경산시(6), 청도군(2), 칠곡군(1), 예천군(1) | 32개점  |
| 경상남도       | 창원시(8), 진주시(5), 통영시(2), 사천시(1), 김해시(11), 거제시(4), 양산시(5), 거창군(1) | 37개점  |
| 제주특별자치도 | 제주시(8), 서귀포시(2) | 10개점  |

## 광고
공차에서 혐오적인 광고 논란이 세번째로, 같은 문제가 반복되고 있어, 주 소비층 여성 고객들 분노가 이어졌다. 16년 3월 21일 업계에 따르면, 공차코리아 대표 김의열은 공차 이용 시 BC페이로 결제하는 고객에게 20% 청구 할인을 하는 행사 진행을 하였다. 해당 행사 광고 홍보물에 '주 소비층은 여성들이지만, 정작 돈을 지불하는 것은 남자들이 하고 있다는 것을 암시'하고 있었다. 공차 광고는 "여성=돈을 지불하지 않는 존재, 남자에게 의존하는 존재"로 공분을 샀다. 공차 음료 컵홀더에 "우리가 이별하던 날 내가 흘렸던 검은 눈물은 슬퍼서가 아니라 얼마 남지 않은 내 생각이 생각나서였어. 신상으로 가득채워놓은 내 희망목록은 어떡하니?"라는 문구가 적혀있었기도 하였다. 공차 관계자는“공차 마케팅 팀에서는 전혀 모르고 있던 사실이다. 사전에 논의가 되지 않은 채 BC페이에서 단독적으로 진행한 광고로, 즉시 비씨페이 측에 광고를 내려달라고 요청했다”고 밝혔다. 이에  "공차 측에서 동의 한 후에 광고가 게재된 것 아닌가? BC페이 할인 광고인데도 탐앤탐스는 무난한 그림을 썼다." 라며 비판하는 소비자도 있었다.

## 같이 보기
- 버블티
- 대만의 기업 목록